# Ludwig Hopf (Mediziner)

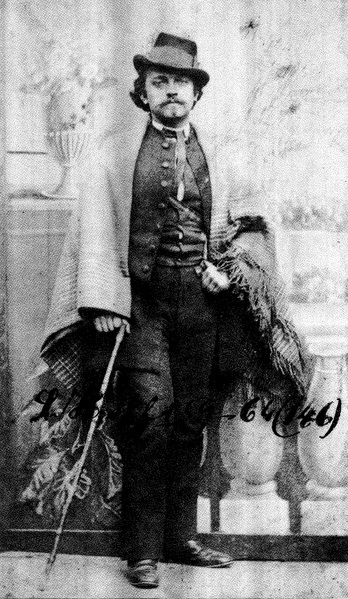
Ludwig Hopf, der unter dem Pseudonym Philander medizinische und anthropologische Märchen schrieb

Ludwig Hopf oder vollständig Immanuel Ferdinand Ludwig Hopf (* 24. November 1838 in Eßlingen am Neckar; † 27. Februar 1924 in Stuttgart) war ein deutscher Mediziner und veröffentlichte unter dem Pseudonym Philander medizinische und anthropologische Märchen.

## Leben und Wirken
Ludwig Hopf wurde am 6. Oktober 1857 ohne Aufnahmeprüfung ins Tübinger Stift aufgenommen, da er kurz vor der Aufnahmeprüfung wie sechs weitere Seminaranwärter an Typhus erkrankt war. Am 28. Juni 1858 trat er ins Stift ein und immatrikulierte sich am 17. November zum Studium der Theologie an der Universität Tübingen.
Im zweiten Studienjahr gab sein Betragen Anlass zur Klage: Er hielt wiederholt seine Stube nicht sauber, kam verspätet zu Kirche oder Repetition und verpasste den Torschluss. Am 25. November 1859 erhielt er wegen Trunkenheit 24 Stunden Karzer. Am 27. Januar 1859 trat er der Tübinger Königsgesellschaft Roigel bei und wurde kurz darauf am 18. Juni und 21. November 1859 im Stift für das Tragen einer roten Mütze bestraft.
Wegen eines lärmenden Aufzugs durch die Stadt, vermutlich im Zusammenhang mit dem Rekrutentag und dem dadurch ausgelösten Tübinger Straßenexzeß vom 5. März 1860, bekam er am 6. März 1860 zwei Tage Hausarrest. Kurz zuvor hatte er bereits einen Antrag auf Entlassung aus dem Stift gestellt. Am 17. März 1860 wurde seine kostenfreie Entlassung genehmigt und wenige Tage später trat er mit Einverständnis seines Vaters aus dem Stift aus, um ab dem Sommersemester bis Ende Januar 1861 Medizin und Naturwissenschaften zu studieren.
Er besuchte als außerordentlicher Hörer in Wien ab dem 22. April 1861 Vorlesungen der Physiologie, Chemie und deskriptiven Anatomie. In seiner Freizeit arbeitete er in Dr. Jägers See-Aquarium im Prater als wissenschaftlicher Erklärer. Ende Juni 1862 zog er wieder nach Tübingen um und übernahm im Wintersemester 1863/64 das Präsidium der Königsgesellschaft. Er fiel der Tübinger Polizei zweimal durch Übertreten der Polizeistunde und einmal wegen Laufenlassens eines Hundes ohne Maulkorb auf. Er wurde am 27. Juli 1865 trotzdem zum Dr. med. et chir. promoviert und bestand im Mai 1866 in Stuttgart das Staatsexamen.
Ab 1866 arbeitete er als Assistent des Leiters Dr. Dieterich am zwei Jahre zuvor eingeweihten Johanniter-Krankenhaus in Plochingen tätig und heiratete am 17. Oktober 1867 Natalie Glanz (* 12. Juni 1849 in Markgröningen). Er übernahm später die Leitung des Krankenhauses, das im Deutschen Krieg von 1866 auch als Lazarett die Verletzten aus dem Gefecht bei Tauberbischofsheim versorgte. Während des Deutsch-Französischen Kriegs von 1870/71 wurden dort insgesamt 80 preußische, württembergische, badische und bayerische sowie französische Verwundete aus der Schlacht bei Wörth teilweise in neu errichteten Baracken untergebracht. Nach der Berufung des Bahnarztes Dr. Wilhelm Bosch, gegen die Hopf Widerspruch eingelegt hatte, reichte Hopf zum 1. April 1897 seine Kündigung ein.

## Veröffentlichungen
Hopf veröffentlichte unter dem Pseudonym Philander medizinische und anthropologische Märchen: Schon zwei Jahre bevor Robert Koch 1876 mit der Identifizierung des Milzbranderregers Bakterien als Krankheitserreger erkannte, veröffentlichte er BaKill. Ein hygienisches Märchen aus dem Reiche der Mitte, in dem Ba-Kill imstande ist, Krankheitserreger in sogenannten Bakillenfallen zu fangen. Elektra. Ein physikalisch-diagnostisches Märchen aus dem zwanzigsten Jahrhundert beschreibt schon drei Jahre vor Entdeckung der Röntgenstrahlen durch Wilhelm Konrad Röntgen einen jungen Landarzt, der den örtlichen Pfarrer von Trichinen heilen kann, obwohl dieser sich gegen die zur Diagnose nötige Gewebeentnahme wehrt. Elektra, der Geist des zwanzigsten Jahrhunderts, schenkt dem Landarzt eine Büchse, mit deren Licht es möglich ist, den Menschen so durchsichtig zu machen wie eine Qualle.
Im Verein für vaterländische Naturkunde in Stuttgart, in dem er von 1880/81 bis 1911 Mitglied war, und der Deutschen Gesellschaft für Anthropologie, Ethnologie und Urgeschichte, der er 1878 beigetreten war, hielt er Vorträge zu meist prähistorischen Themen, z. B. 1901 über Zwerge und Pygmäen und 1903 über Die Entwicklung der prähistorischen Ornamentik.

## Werke
- Zur Therapie des Caput obstipum. Dissertation Tübingen, 1865.
- Schreiber's kleine illustrirte Naturgeschichte des Mineral-, Pflanzen- und Thierreichs für Schule und Haus. Nach den neuesten Forschungen und mit Größenangaben nach dem Metersystem umgearbeitet von Dr. L. Hopf. Esslingen, 1873.
- Erste Hilfe in Krankheits- und Unglücksfällen. Stuttgart 1881. (Des Landmanns Winterabende, Band 24).
- Der Thierschutz: Eine kurzgefaßte Belehrung über die Pflichten der Menschen gegenüber den Tieren. Stuttgart, 1882. (Des Landmanns Winterabende Bd. 26).
- Der ärztliche Hausfreund. Ein Rat- und Hilfsbuch für Gesunde und Kranke mit besonderer Berücksichtigung der Bedürfnisse der ländlichen Bevölkerung. Stuttgart, 1887.
- Thierorakel und Orakelthiere in alter und neuer Zeit. Eine ethnologisch-zoologische Studie. Stuttgart, 1888.
- Die Vögel und die Landwirtschaft: Eine kurze Belehrung über des Landmanns Freunde unter den Vögeln nebst Anführung der gesetzlichen Bestimmungen über den Vogelschutz. Stuttgart, 1902. (Des Landmanns Winterabende, Band 19).
- Medizinische Märchen. Stuttgart, o. J. [1892, unter dem Pseudonym Philander].
- Immunität und Immunisierung: eine medicinisch-historische Studie. Tübingen, 1902.
- Neue medizinische und anthropologische Märchen. Tübingen, 1903.
- Die Heilgötter und Heilstätten des Altertums. Eine archäologisch-medizinische Studie. Tübingen, 1904.
- Die Anfänge der Anatomie bei den alten Kulturvölkern. Ein Beitrag zur Geschichte der Anatomie. Breslau, 1904. (Abhandlungen zur Geschichte der Medicin Bd. 9).
- Über die Doppelpersönlichkeit der Metazoen mit Einschluss des Menschen. Eine morphologische Deutung. Tübingen, 1904.
- Der Waldrapp (Comatibis eremiti Hartert), ein verschollener europäischer Vogel. In: Jahreshefte des Vereins für vaterländische Naturkunde 63 (1907), S. 273–279.
- Über das spezifisch Menschliche in anatomischer, physiologischer und pathologischer Beziehung. Stuttgart, 1907.
- The Human Species Considered from the Standpoint of Comparative Anatomy, Physiology, Pathology and Bacteriology. London 1909.